# Александар Шавикин
Александар Шавикин (Београд, 1970) српски је архитекта постмодерниста. Добитник је неколико награда из области архитектуре.

## Биографија
Рођен је у Београду, где је завршио основну и средњу школу. Након тога је 1999. дипломирао на Архитектонском факултету Универзитета у Београду.
Од 1999. до 2006. ради као самостални архитекта, одлази у Сочи и тамо проводи неко време, а онда се враћа у Београд и ради за Топ Левел. Од 2012. ради у свом Студију Шавикин.
Фотографије Александра Шавикина (заједно са фотографијама још неколико аутора) су коришћене у споту за песму Ја не желим да одеш (девојко мала) београдске рок групе Блок аут.

## Награде
- Откуп на јавном анонимном анкетном конкурсу за архитектонско-урбанистичко програмско решење Цветног трга у Београду, заједно са Ранком Томићем и Миланом Вучетићем, 2000.
- Прва награда Brava Casa Design Awards за изведени дизајн ентеријера стана преко 100 квадратних метара (стан породице Лутовац у Београду), 2014.[2]